# 李明博
李明博（韩语：／ I Myeong-bak，1941年12月19日—），譜名李相定（이상정），號一松（일송）、清溪（청계），日本名為月山明博（日语：／ Tsukiyama Akihiro），本貫庆州李氏，曾任大韓民國總統、 首爾特別市市長，从政前为韩国现代集团社长，因此被称为“CEO总统”。
李明博1941年12月19日出生于第二次世界大战时期的日本大阪府，毕业于高丽大学商学院。大学毕业后，他在现代集团旗下的现代建设工作27年，33岁成为副社长，35岁成为社长。1992年，他进入政坛，先后担任两届国会议员，后留学美国喬治·華盛頓大學，2002年至2006年任首爾特別市長，2008年至2013年任韩国总统。
李明博在首尔市长任內完成了清溪川整治、首尔公交系统改造、首尔广场改造、建造首尔森林公园、打造首尔文化等市政工程。在他出任韩国总统開始，韩国经历了美国次贷危机引发的全球金融海啸，一度被认为会续冰岛之后，成为第二个破产的国家，結果却成为恢复最快的经济合作与发展组织国家。外交方面，李明博奉行面向全球的务实外交，强化韩美日同盟，提升与中国和俄国的关系。在其执政期间，韩国先后主办2010年二十国集团首尔峰会和2012年首尔核安全峰会。李明博政府对朝鲜民主主义人民共和国实行先弃核后援助的强硬政策，导致朝鲜半岛南北关系在其执政期间大步倒退。
2018年2月李明博因涉嫌受收贿、滥用职权、挪用公款等罪名被批捕。2018年10月他被韩国中央地方法院判处15年监禁和罚款130亿韩圓。2020年10月29日，韩国最高法院进行终审宣判，维持二审判决结果，判处李明博17年监禁。李明博未出庭。2022年12月27日，李明博获韩国政府特赦，於12月28日0時正式生效。

## 出身

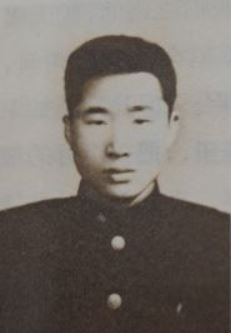
青年李明博

1941年12月19日，李明博出生于第二次世界大战时期的日本大阪府，本贯庆州李氏。他的父亲李忠雨出生于庆尚北道迎日郡興海面（今浦项市兴海邑）的农民家庭，1929年赴日，在大阪的一家牧场工作。在日工作稳定后，李忠雨回到朝鮮半島娶李明博母亲，两人后一起回到日本內地。按照李家家谱规定，李明博应该是“相”字辈，名“相京”。但他母亲在怀孕时曾梦到一轮明月落入她的腹中，于是给他改名“明博”，意为明亮、广博。李明博在家中排行第五，上有两个哥哥和两个姐姐，下有一个妹妹和一个弟弟。李家兄弟姐妹七人中，除了最小的儿子是二战结束后在韩国出生外，都出生于日本。:7-8
1945年11月，年仅4岁的李明博随家人乘船离开日本大阪回到美军占领下的朝鮮半島南部。他们所乘坐的轮船在对马岛附近触礁沉没。虽然全家人都在海难中生还，但他们却丢失了在日本积攒下的所有财产:4-6:2-3。李家寄宿在浦项附近的亲戚家。他的父亲在一家牧场找到了份工作。他的母亲则在市场卖水果。朝鲜战争期间，他们所住的房子被飞机投下的炸弹击中，李明博的大姐和小弟在空袭中丧命。他的父亲也因战争失去了工作。全家之后搬到了一座破庙居住，生活一度极为贫穷，靠吃酿酒剩下的酒糟填肚子。:12:4-6

## 学生时代
由于家境贫穷，李明博从5岁起就开始靠卖火柴、紫菜包饭、年糕帮助家里维持生计。由于没有足够的钱付学费，他经常被学校赶回家。李明博初中毕业的时候，他的大哥李相恩入伍從军。他的二哥李相得考入了不收学费的陆军士官学校，但很快因健康问题退学，在首尔半工半学，准备第二次高考。李家为他二哥筹集学费简衣缩食。李明博的学习成绩非常优秀，他的班主任老师多次劝导他的母亲让他继续读高中，但他们家却没钱供他继续学业。他的母亲也希望他能留在家里帮她做小买卖为他二哥筹大学学费。最后，他的班主任建议他白天帮家里干活，晚上去读夜校。如果全部成绩都是第一，夜校可以免除学费。他于是向母亲承诺全部成绩保持第一，不让家里付学费。就这样，李明博得以在夜校读完高中。:13-15:7-10

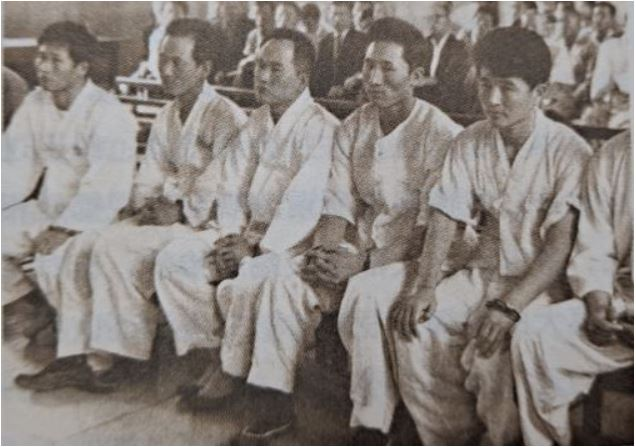
学生领袖李明博受审

李明博上高三的时候，他的父母卖掉了家产，前往首尔照顾他在首尔大学商学院读书的二哥相得。因为需要读高中，他和妹妹被留在浦项。兄妹俩每月只有10天能吃饱。1959年12月，李明博高中一毕业便带着妹妹搬到首尔。他的父母在梨泰院棚户区租了一个小房间。到首尔后，李明博萌发了上大学的想法。经过刻苦自学，他在1960年成功考入高丽大学商学院。由于没钱付学费，他在人帮助下找到了一份凌晨为梨泰院市场清理垃圾的工作。工作虽苦，但足以让他勤工俭学读到大三。:17- 22:12-15
上大三的时候，他的二哥大学毕业，并在科隆集团找到了份工作。他家的状况开始好转。他也成功当选了高丽大学商学院的学生会主席。1964年，时任韓國總統朴正熙为寻求经济发展资金与技术，不顾国内舆论的强烈反对，与日本秘密谈判建交，引发大规模的抗议示威。李明博与高丽法学院的学生会主席也在6月3日组织了高丽大学“反对对日屈辱外交”的游行示威。李明博后作为学运主谋被捕，获判5年有期徒刑。同年10月，他被改为3年有期徒刑，缓期5年执行。在他入狱期间，他的母亲病重，曾去监狱看望他，对他表示支持，后卧床不起，同年12月15日去世。:24- 26:15-26

## 商界生涯

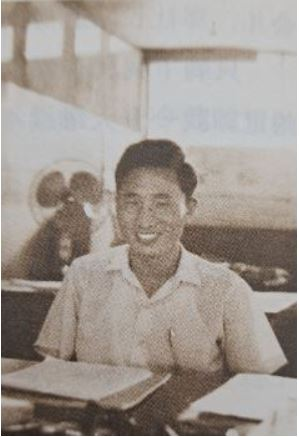
李明博在泰国

大学毕业后，李明博由于有学生运动的前科找工作处处碰壁。但经过努力，他最终还是得到了一份现代建设外派泰国修建高速公路的工作。由于工作出色，他赢得了现代集团总裁郑周永的信任。1968年3月，李明博从泰国回国后被晋升为现代建筑重型机械事务所的科长，负责为现代建筑正在承建的韩国首条高速公路京釜高速公路提供机械支持。在此期间，他的敢拼精神使他赢得了“推土机”的称号。:28-43:30-46
由于李明博公寓楼建设计划使现代建筑取得成功，他在1970年被破格提拔为理事，1972年又被提拔为董事。1975年，年仅33岁的李明博被提拔到副社长的职位。两年后，他又被提拔为社长:43-48:49-51。成为现代建筑社长后，李明博积极为现代扩展中东、俄罗斯、东南亚的海外市场:76-108:54-80。1970年代，李明博参与了马来西亚的一个大型桥梁项目，并与时任马来西亚副首相马哈迪·莫哈末关系密切。
现代集团总裁郑周永对卢泰愚政府很不满。1991年夏，郑周永宣布弃商从政。为参加1992年大韩民国总统选举，他在1992年初成立了新的政党。郑周永要求李明博跟随他一起弃商从政。但李明博对郑周永参政持反对意见。他多次劝说郑周永改为支持金泳三，但都无果。无奈他最终于1992年1月3日提出辞职，结束了他在现代集团27年的商界生涯。:110-120:90-96

## 首尔市长

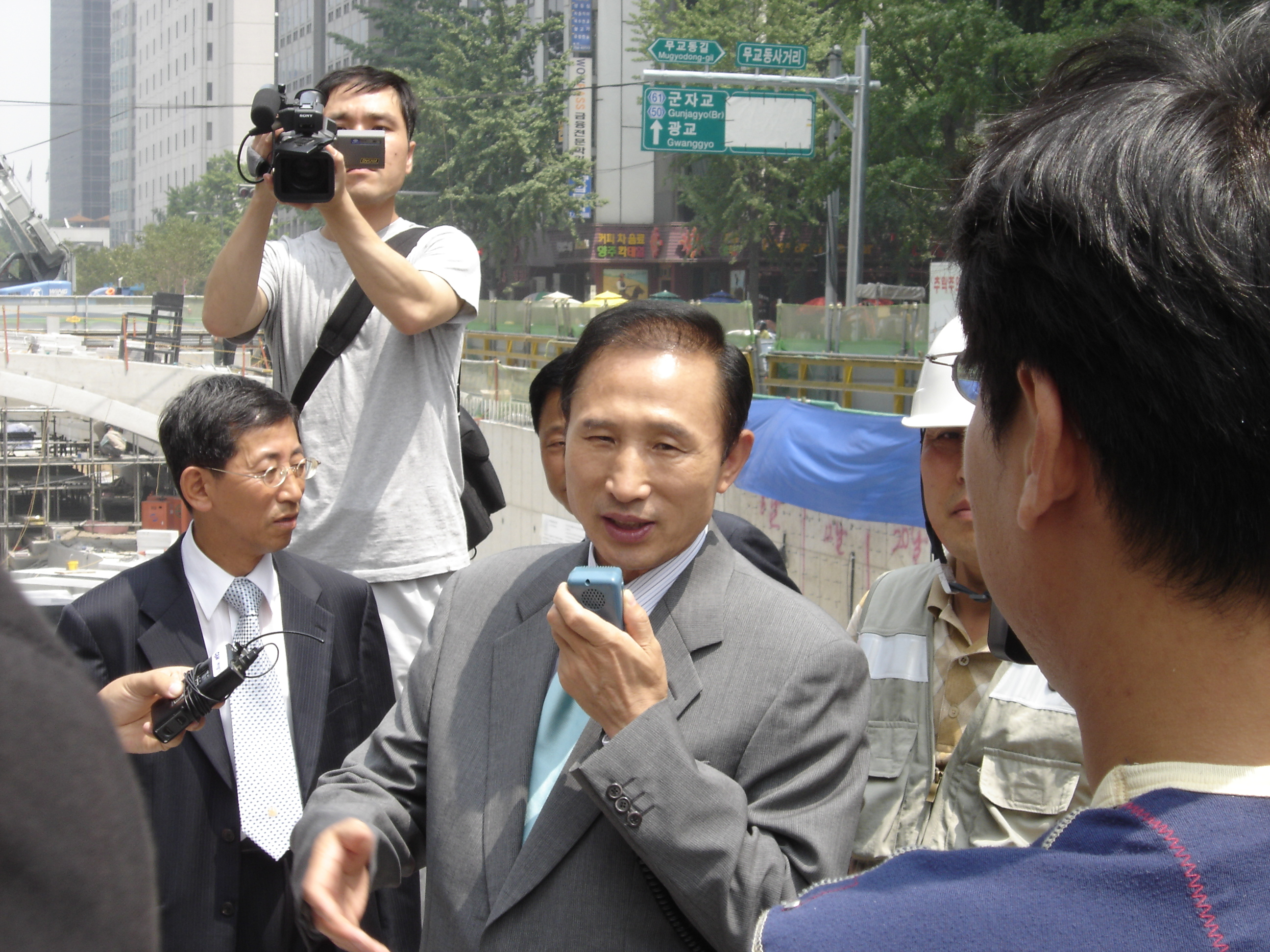
李明博視察清溪川整治工程

李明博离开现代后原本打算出国留学。但执政民主自由党却主动拉拢他。1992年3月，李明博当选民自党全国区国会议员。为打压参加总统选举的郑周永，执政党给了他一份诋毁郑周永的讲演稿，让他做电视演讲。但他拒绝诋毁郑周永，重新写了份讲演稿，结果电视演说的事情不了了之。尽管如此，郑周永还是在大选中败给了执政党候选人金泳三。:121-122:96-100
1996年，李明博积极参加执政党内部首尔市长候选人的角逐。但党首金泳三却想推荐郑元植。在他的坚持下，金泳三取消了推举，进行了执政党的党内选举。虽然李明博在选举中败北，但也促进了执政党内部的民主进程。此后，郑元植在首尔市长竞选中败给了民主党候选人赵淳 。同年，李明博赢得首尔钟路区国会议员:101-104。1997年，在野党领袖金大中赢得总统大选。次年，韩国再次迎来地方行政长官选举。李明博再次参选首尔市长，结果败于原首尔市长和国务总理高建。1998年11月，李明博辞去国会议员职务留学美国乔治华盛顿大学:105-107。
留学归国后，李明博被聘为亚太环境NGO韩国本部总裁。期间他开始酝酿受波士顿大开掘启发的清溪川整治工程。2002年，李明博击败民主党候选人金民锡当选首尔市长。在他担任首尔市长期间，他完成了包括清溪川整治、首尔公交系统改造、首尔广场改造、建造首尔森林公园、打造首尔文化等市政工程。:124-164:125-156

## 总统任期
2007年8月20日，李明博以微弱优势击败前总统朴正熙女儿朴槿惠成为大国家党总统候选人。2007年12月19日，他以压倒性多数击败大统合民主新党候选人郑东泳和独立候选人李会昌赢得大选，成为韩国“CEO总统”。2008年2月25日，韩国国会大厦前举行了李明博的总统入职典礼。美国国务卿赖斯、日本首相福田康夫、俄罗斯总理祖布科夫和中华人民共和国主席胡锦涛特使唐家璇出席了他的就职典礼。:188-225:105同日，李明博在青瓦台会见马来西亚前首相马哈迪·莫哈末，两人彼此有长达30年的交情。

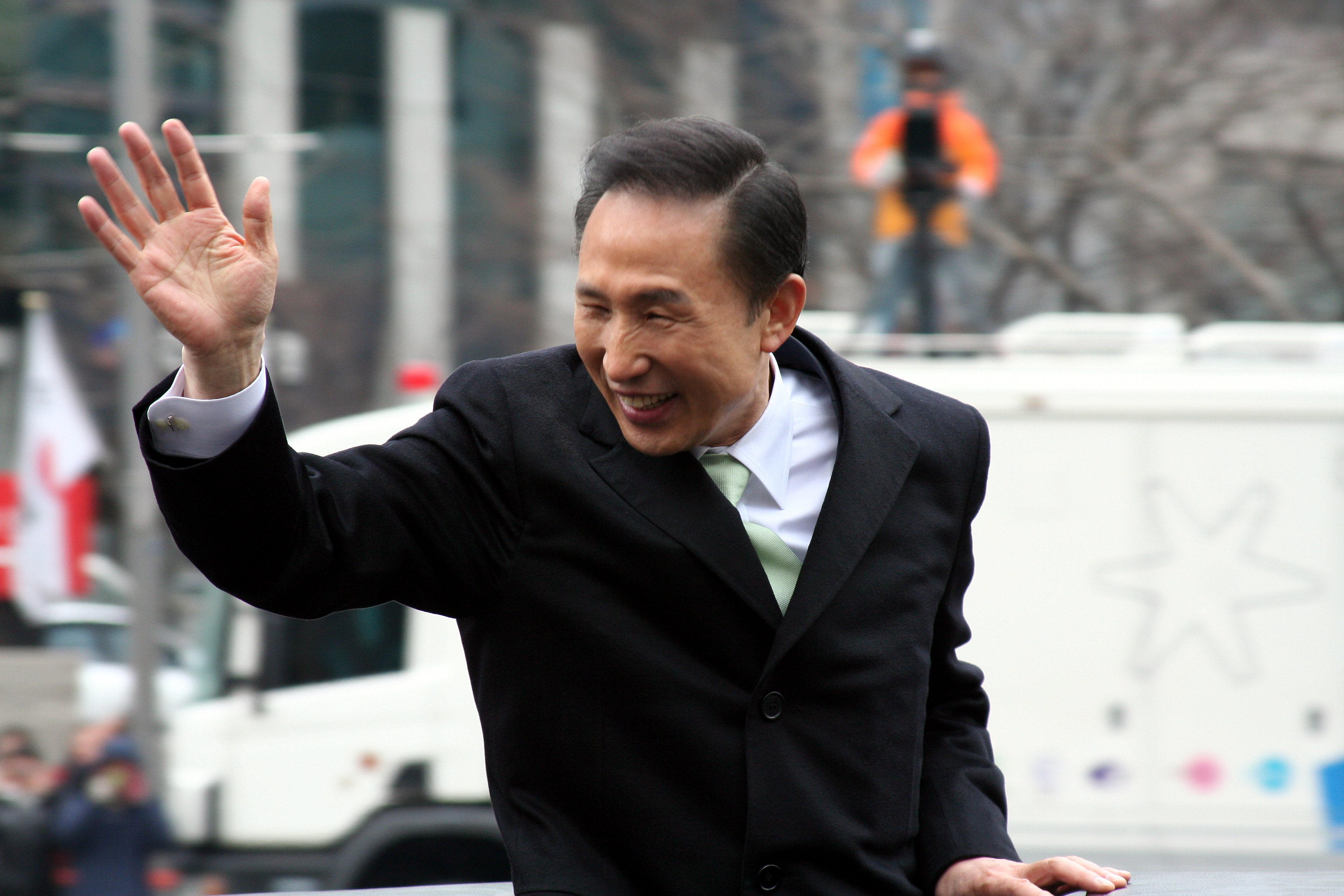
总统入职典礼后向人群挥手的李明博

### 政治

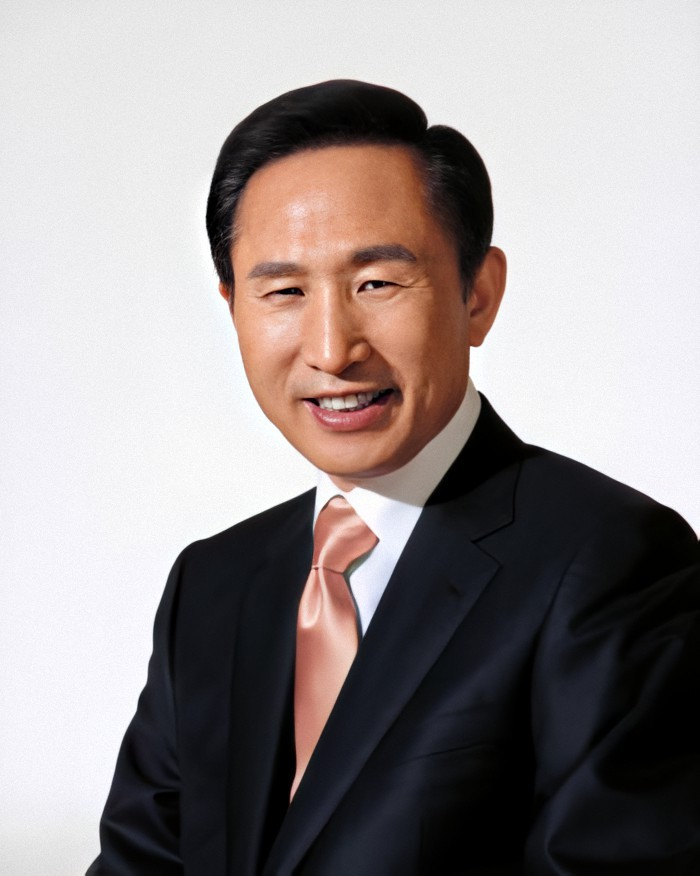
總統官方肖像

李明博入职后，他的人事任命遭来舆论非议。媒体批评他的人事安排是选择与其相关联的“高所岭S线”。此外，他的很多候选人有房地产投机、剽窃论文等不道德行为。很多候选人资产高，也使舆论称他的政府是“富人政权”。迫于舆论压力，他更换了9名秘书室成员的7名。:337-338
2008年3月国会选举前夕，大国家党在候选人推荐中大举去除朴槿惠派系，引发内讧。有人称之为“集团屠杀”。朴槿惠也声称：“我被骗了，国民也被骗了！”结果李明博的亲信李在伍、李方镐等最终落选。:338
2008年4月，李明博政府在未进行政治协商的情况下匆忙签订美国牛肉进口协定，引发大规模的烛光示威运动，史称“疯牛病风波”。光化门地段的烛光示威长达三个月，6月10日参加示威的人数高达40万。李明博的支持率在6月中旬跌至16%。:338-339
2009年4月，韩检察院在调查泰光集团董事长朴渊次秘密资金案的过程，卢武铉被卷入其中。检察院违反相关法律将嫌疑事实透露给了媒体，导致平民总统卢武铉于5月23日跳崖自杀。卢武铉以死维护清白的行为使得韩国民众对他的评价由负轉正。大多数韩国人对他表示同情，并批评李明博政府是“杀人政权”。:340
2010年3月，天安号沉没事件又使得李明博政府陷入安保危机。同年6月，原本胜券在握的大国家党在地方选举中惨败，只获得228个选区中的82个。2011年年底，李明博的亲信因涉嫌舞弊纷纷被捕。2012年7月，李明博的二哥李相得因受贿被捕。:343-344

### 经济
李明博施政纲领的主基调是发展经济。在2007年竞选总统期间，他提出了经济增长7%，国民人均收入达4万美元，韩国成为世界第7大经济体的“747计划”:194。不过，李明博上任伊始，美国次贷危机便引发全球金融海啸。韩国一度被认为会续冰岛之后，成为第二个破产的国家。李明博政府为应对金融危机，采取积极的救助措施，投入巨额资金稳定金融市场:196-197。2009年，在大多数发达国家经济呈现负增长的情况下，韩国经济实现了0.2%的正增长，韓國是恢复最快的经济合作与发展组织国家。2010年，韩国GDP增长6.1%，时隔3年重新突破1万亿美元大关，人均GDP时隔3年后重新超过2万美元，外汇储备达2915.7亿美元，外汇储量世界第六。不过2011年韩国经济开始恶化，物价上涨，失业率攀高。李明博执政期间，韩国经济平均增长率仅为2.9%，与以往政府相比，为最低:354。
2007年竞选总统期间，李明博提出建设韩半岛大运河连通汉江与洛东江两大水运物流的计划，从而达到创造就业，发展经济，同时通过清理泥沙改善河流水质的目的。但由于诸多不确定性风险，该计划遭到各方舆论的批评:195。2008年，李明博提出绿色新政，并计划投入23兆韩圆开展四大江治理工程:347。四大江治理工程被视为是韩半岛大运河的替代计划，遭到了各方的反对。但李明博还是倔强的推进了该工程，引发很多争议:353。
李明博执政期间，韩国与欧盟和美国分别签订《韩欧自由贸易协定》和《韩美自由贸易协定》，使韩国成为全球首个同时与欧盟、美国两大经济体签有自由贸易协定的国家:197-198。与此同时，李明博政府也加强了与中华人民共和国的经贸往来。在其执政期间，中華人民共和国成为韩国第一大贸易伙伴国，最大出口市场和进口来源国。韩国成为中華人民共和国第三大贸易伙伴、第二大进口国和第四大国外投资来源国:198。

### 外交

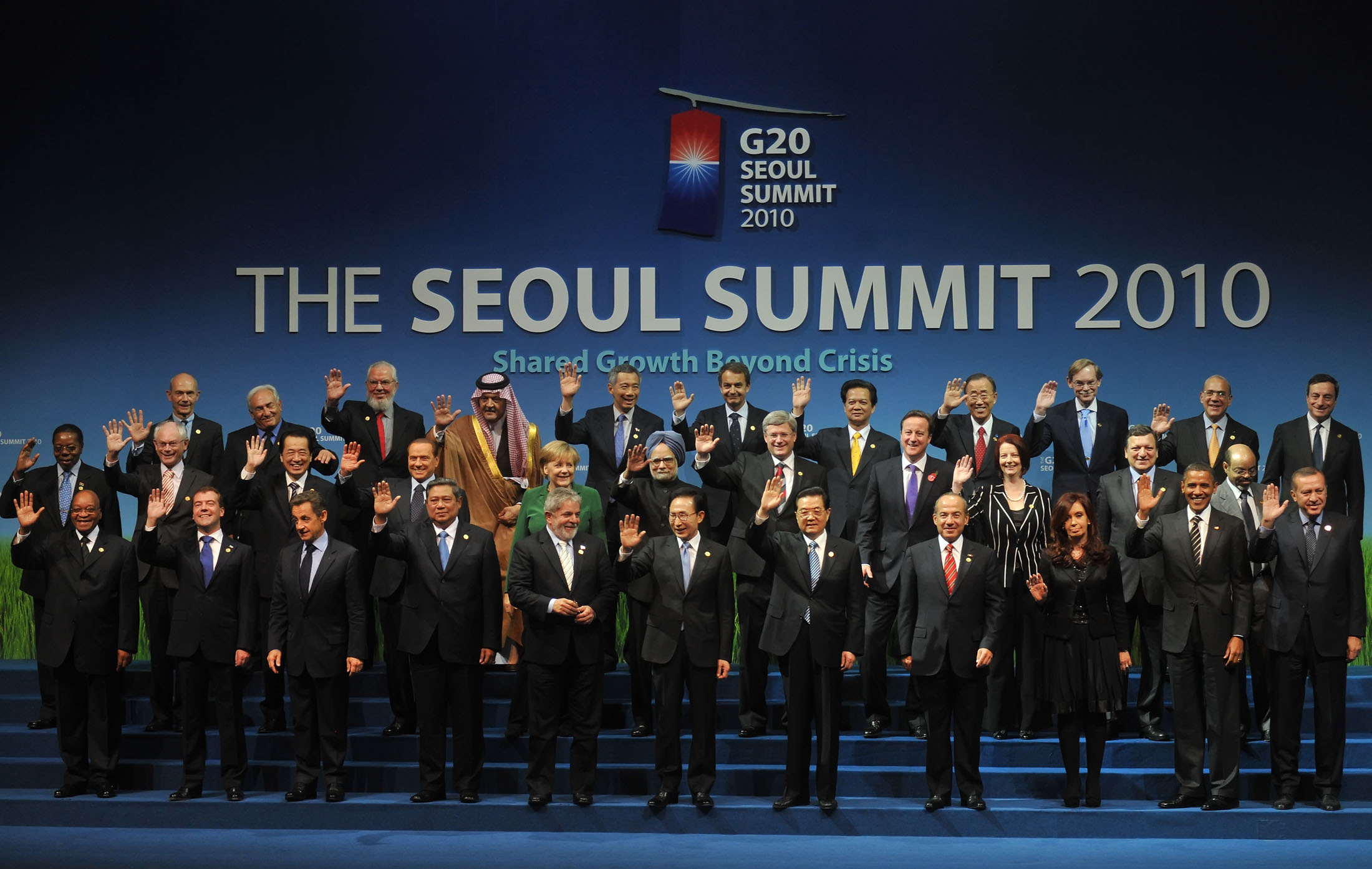
2010年二十国集团首尔峰会

李明博奉行面向全球的务实外交，以服务于本国发展。他一方面强化韩美日同盟，另一方面积极扩展与中国和俄国的经贸关系，并提升韩国对朝鲜半岛问题的影响力。在其执政期间，韩国积极参与国际事务，先后主办G20首尔峰会和2012年首尔核安全峰会:305-307。

#### 韩朝关系
李明博认为金大中的“阳光政策”和卢武铉的“和平与繁荣政策”是失败的，不仅没能使得朝鲜走向改革开放，反而助长了朝鲜的核武开发。他将前两任政府的对朝政策称为“失去的十年”。李明博执政后将韩国的对朝政策调整为更为务实的“弃核、开放、3000”政策，即朝鲜先放弃核武、实行改革开放，韩国之后在10年内帮朝鲜将人均GDP提升至3,000美元:137。李明博政府同时也一改以往政府不支持联合国对朝鲜人权问题的态度，在2008年3月27日对联合国有关朝鲜人权问题决议首次投了赞成票:289。
李明博对朝的强硬态度引发朝鲜的不满。2008年3月27日，韩国在朝鲜多次要求下撤出11名常驻开城南北经济合作协议事务所的全部韩方官员。2008年夏季奥林匹克运动会开幕前两周，一名韩国游客在金刚山越过警戒线被朝方击毙。双方没能如外界所望组团一起参加北京奥运会的开幕式。2009年5月25日，朝鲜进行第二次核试验，韩朝关系紧张局势加剧。2010年3月26日，天安号事件使韩朝关系陷入严重危机。同年11月23日，韩军在延坪岛附近军演，遭到朝方炮火回击。双方都指责是对方先开的火，韩朝关系进一步恶化。:289-294

#### 韩美关系

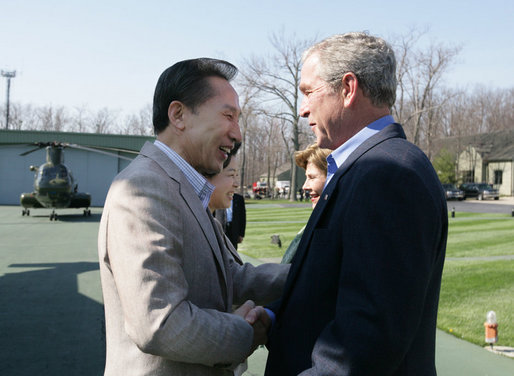
2008年4月18日李明博在戴维营与美国总统乔治·沃克·布什会面

与对朝强硬态度形成对比，李明博对美采取的是亲美政策。他积极修复韩美关系在卢武铉执政期间出现的不和谐，加强韩美同盟关系，并将美军战时指挥权移交韩军的时间表由2009年推迟到2015年。:357
2008年4月，李明博访美。时任美国总统小布什在美总统度假地戴维营以不系领带的休闲方式与他“倾心交流”，使他成为首位到访戴维营的韩国总统。访美期间，李明博为使美国国会能在2009年通过《韩美自由贸易协定》，不顾国内舆论的反对，同意解除对美国牛肉的进口限制。2008年末，小布什通过300亿美元外汇掉期帮助韩国稳定汇率。此外，小布什还帮助韩国成为二十国集团成员:295:357。
李明博与下任美国总统奥巴马亦保持了友好的关系。2009年朝鲜进行第二次核试验后，李明博再次出访美国。此后，奥巴马决定对朝鲜进行制裁:357。2011年10月，李明博应邀再度访美。奥巴马安排他在美国铁杆盟友才享受的布莱尔宫下榻。在其到美的前一天，《韩美自由贸易协定》在美国国会获得通过:296-295。

#### 韩日关系

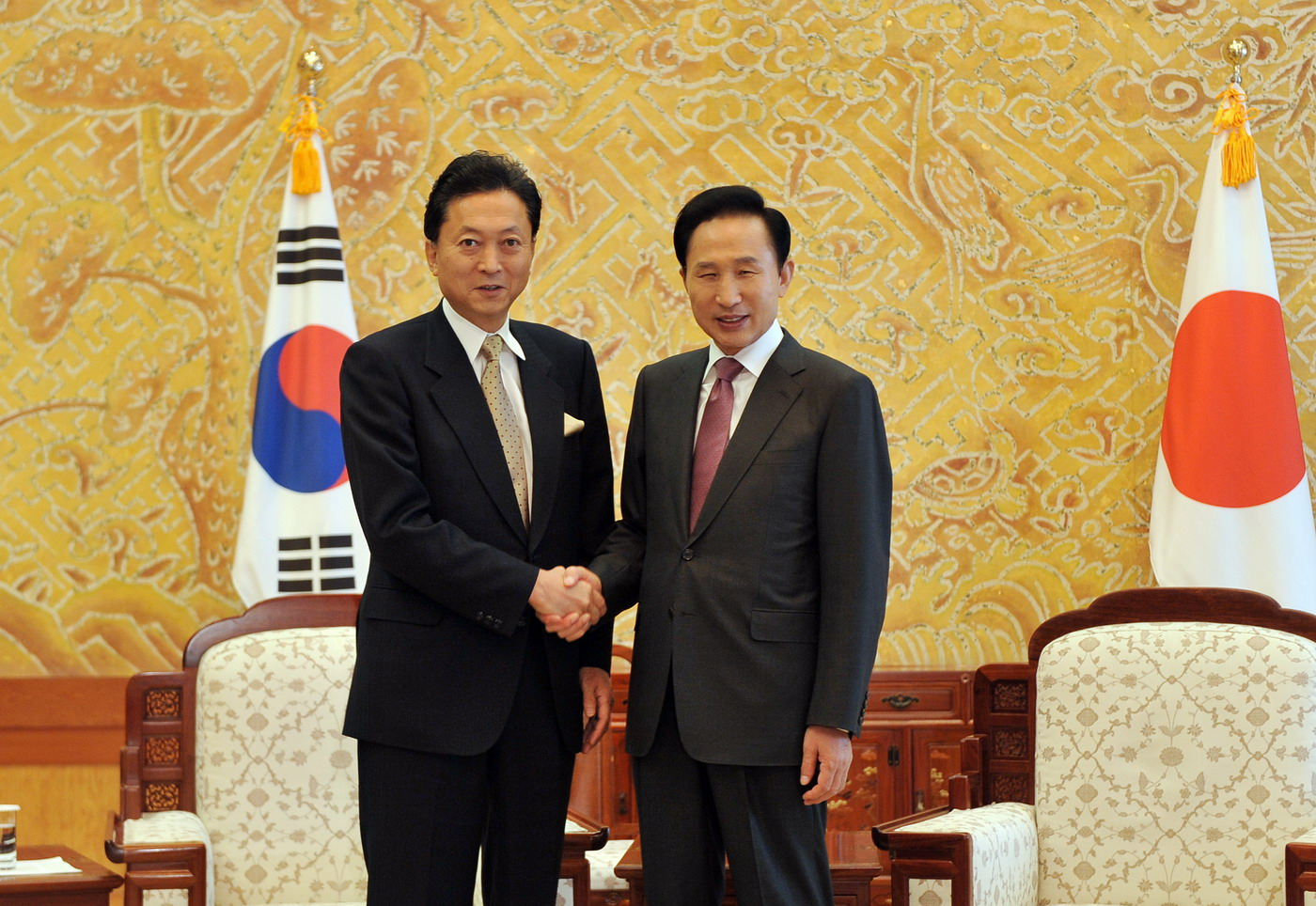
2009年10月9日李明博在青瓦台与日本首相鸠山友纪夫会面

加强韩美同盟的同时，李明博还努力改善卢武铉执政时期陷入低谷的韩日关系，以巩固韩美日同盟:357。2008年4月，李明博在结束访美行程后到访日本，与时任日本首相福田康夫就正确看待历史，建立更加成熟的伙伴关系达成共识。2009年1月，福田康夫对韩国进行了回访。6月，李明博第二次出访日本，与时任日本首相麻生太郎商讨加强合作应对朝鲜第二次核试验和试射洲际弹道导弹等问题。10月，时任日本首相鸠山由纪夫访韩，与李明博讨论朝核问题，G20峰会，气候变化，以及日本天皇访韩等问题。2011年10月，时任日本首相野田佳彦访韩，退还了韩日占时期被掳走到日本的5本古籍，包括《朝鲜王室仪轨》3本和朝鲜王朝历代君主诗文集《正庙御制》2本:297-298。
2011年，慰安妇问题成为韩国社会舆论焦点。同年8月，李明博出访日本，并向日本政府首次提出解决慰安妇问题。但日本并没有给出具体的答复。2012年8月10日，李明博率文化体育观光部部长、环境部部长等官员登上韩日争议岛屿独岛，成为首位登上独岛的韩国总统。事后，日本外相紧急召见韩驻日大使，并召回日本驻韩大使抗议。野田佳彦还写亲笔信给李明博要求就领土问题进行对话，并要向国际法庭提交仲裁，但遭李明博拒绝。:298-299

#### 韩中关系

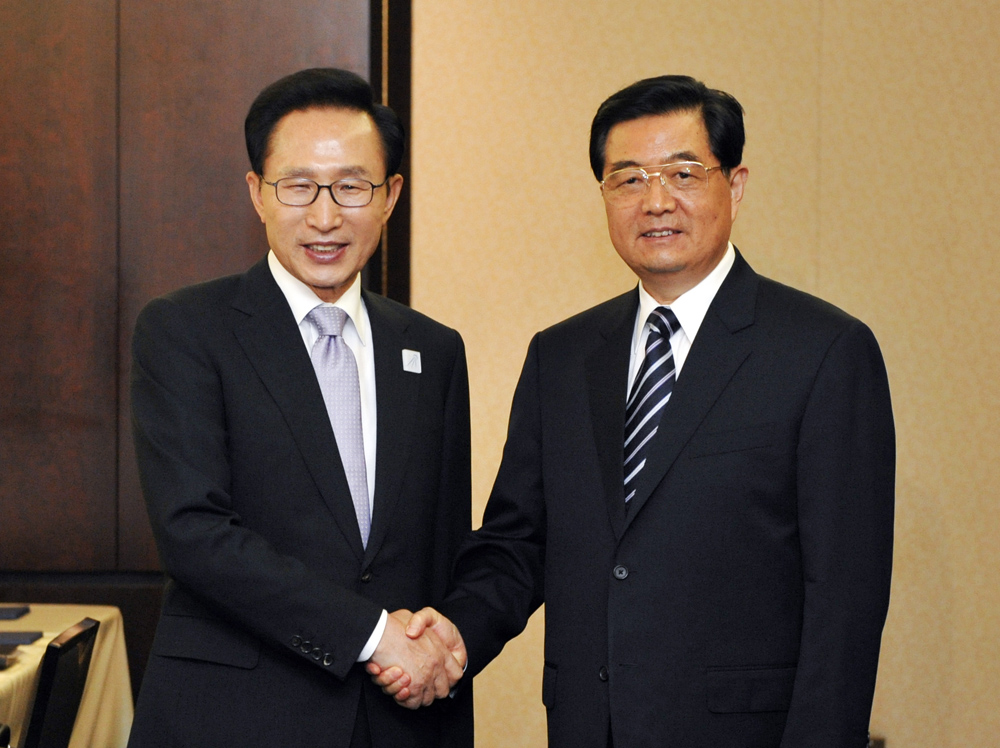
李明博与胡锦涛

李明博执政时期，韩中关系得到进一步的发展。2008年5月27日，李明博国事访问中華人民共和国，与时任中华人民共和国主席胡锦涛举行了首脑会谈。在他访问中華人民共和国期间，两国发表了《中韩联合声明》，双边关系直接提升两个档次，从“全面合作伙伴”升级为“战略合作伙伴”，跳越了“战略伙伴”:299-301。他原计划在结束北京的访程后赴山东青岛访问，但由于四川汶川大地震，他临时调整行程，在杨洁篪的陪同下前往灾区都江堰市慰问灾区，成为唯一一位进入灾区慰问的外国元首。5月29日，韩国空军三架C-130运输机将大批援救物资运抵成都:353-354。2008年8月，胡锦涛回访韩国。双方就进一步发展两国友好关系和共同关心的国际问题达成广泛一致。同年，李明博出席了北京市举办的2008年夏季奥林匹克运动会开幕式和第7届亚欧首脑会议，期间与胡锦涛会晤。2010年11月，胡锦涛出席了韩国主办的2010年二十国集团首尔峰会:299-301。
2008年12月，中国和韩国都派出舰队到亚丁湾、索马里海域执行联合国决议的护航任务。2010年2月18日，中国海军护航编队指挥官邱延鹏应韩方邀请登上了韩国忠武公李舜臣级驱逐舰，与舰长金明成举行了友好对话，两国军事交往开始了相互合作的尝试。2010年3月和11月发生天安号沉没事件和延坪岛炮击事件后，两国军事交流一度陷于停顿的状态。2011年7月14-16日，时任韩国国防部长金宽镇访华，与时任中国中央军委副主席习近平和国防部长梁光烈分别举行了会谈。双方首次发表《联合新闻公报》，表示双方一致同意为推动与中韩战略合作伙伴关系相适应的两国防务部门关系发展而不断努力，并表示反对任何危害朝鲜半岛和平与稳定的行为。11月21日，韩国海军发布消息，两国海军将于22-25日在中国宁波和上海沿海举行第四次海上联合搜救演习。:372-374。2012年，中韩建交20周年，李明博与胡锦涛进行了互访:369。

#### 韩俄关系

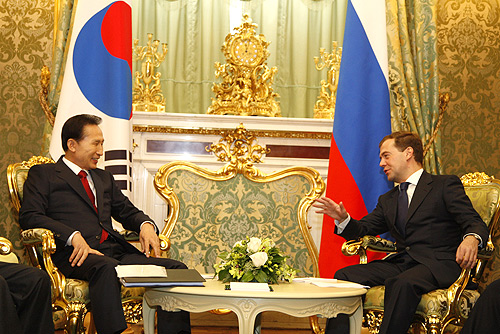
李明博与梅德韦杰夫

韩俄关系在李明博执政时期也得到进一步加强。2008年2月，李明博在韩俄建交18周年之际出访俄罗斯。他与时任俄罗斯总统迪米悌·梅德韋傑夫将两国关系从“全面合作伙伴”提升至“战略合作伙伴”。2010年9月，李明博再次访俄。同年10月，梅德韦杰夫回访韩国，并参加了2010年二十国集团首尔峰会。期间，双方就开发俄羅斯遠東地區资源、铺设链接俄朝韩的天然气管道及铁路达成协议。2011年8月，俄与来访的朝鲜最高领导人金正日就铺设俄朝韩的天然气管道达成初步协议。同年11月，李明博第三次访俄。:302-305

## 卸任后
2013年2月25日，李明博结束韩国总统的任期。2017年1月1日，李明博宣布离开新世界黨。
2017年10月16日，韩国检方启动调查李明博涉嫌滥用职权。12月27日，针对李明博涉嫌私设秘密基金一案，韩国检方专项调查组正式启动调查。2018年2月25日，韩国检方传唤李明博之子，就李明博涉嫌私设“小金库”案展开调查。3月14日，李明博到案接受检方问询，并且向国民致歉。检方表示有鉴于案情重大、涉贿金额巨大，且嫌疑人否认大多指控，有拉拢串供或毁灭证据之虞，应当提请逮捕。3月22日晚上，由於李明博在總統任內涉嫌收受贿赂、挪用公款、逃税漏税、滥用职权等10多項罪名，首爾中央區地方法院批准逮捕李明博。4月9日，韩国检方以受贿、贪污、逃税、滥用职权等14项罪名向首尔中央地方法院起诉李明博。10月5日，韩国中央地方法院就前总统李明博弊案一审判处李明博15年监禁，并罚130亿韩元（约合1110万美元）。

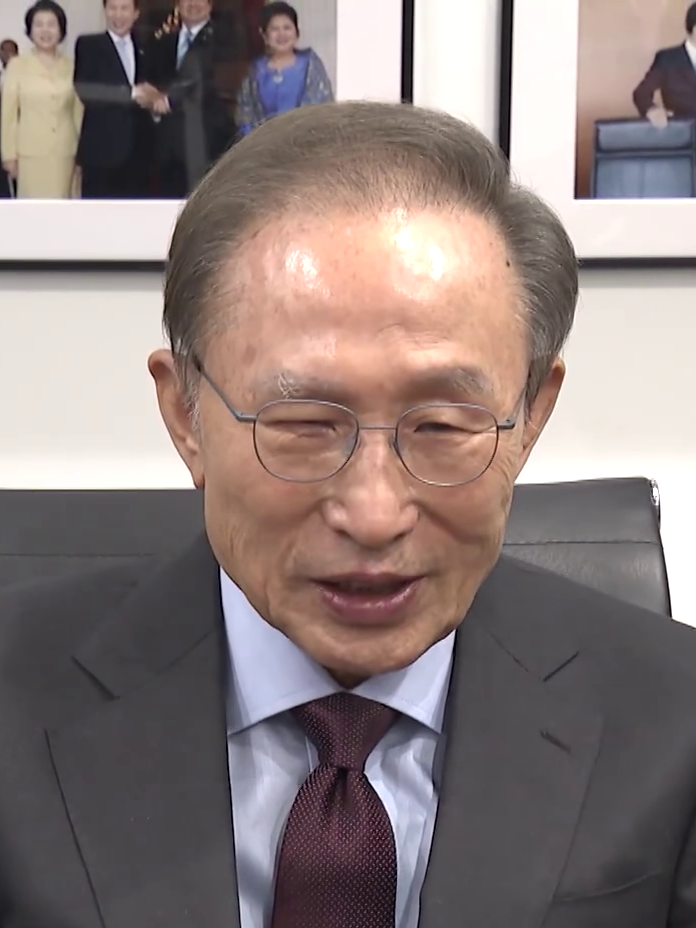
2025年的李明博

2019年1月，他以健康惡化的理由請求保釋；3月6日，獲得首爾高等法院裁准，並限制其行動範圍。2020年2月19日，李明博遭到二审判处有期徒刑17年，当庭收押，六天后保释出狱。10月29日，韩国最高法院进行终审宣判，维持二审判决结果，判处李明博17年有期徒刑，李明博未出庭；在終審判決生效後，李明博將結束保釋並入獄服刑。2022年6月28日，韩国检方考慮到李明博的健康状况，允許李明博暂缓服刑3个月。2022年12月23日，韓國法务部赦免审查委员会开会审查新年特赦名单，李明博名字在列，且将恢复政治权利。2022年12月27日，韩国政府決定特赦李明博，自28日零时起生效。其享有的前總統特殊禮遇僅剩下出入有警衛保護。

## 家庭
李明博的夫人金润玉是李明博在浦项读高中时一位英语老师朋友的妹妹。1970年，李明博28岁成为现代理事后，他的老师将金润玉介绍给他。金润玉当时刚从梨花女子大学毕业，曾是梨花女子大学的校花，父母都是公务员。两人于1970年12月19日结婚，婚后有一男三女。:49-53:83-86

## 選舉履歷
| 年度 | 選舉屆數       | 選舉區           | 所屬政黨   | 得票數     | 得票率 | 當選標記 | 備註 |
| ---- | -------------- | ---------------- | ---------- | ---------- | ------ | -------- | ---- |
| 1992 | 第14屆國會選舉 | 全國區           | 民主自由黨 | 34,271     | 62.50% |          |      |
| 1996 | 第15屆國會選舉 | 首爾特別市鐘路區 | 新韓國黨   | 40,230     | 41.01% |          |      |
| 2002 | 第3屆地方選舉  | 首爾特別市長     | 大國家黨   | 1,819,057  | 52.28% |          |      |
| 2007 | 第17屆總統選舉 | 大韓民國         | 大國家黨   | 11,492,389 | 48.67% |          |      |

## 荣誉
- 意大利共和国功绩大十字骑士勋章附颈饰（意大利，2009年9月2日公布[31]）